# 石垣空港 (初代)

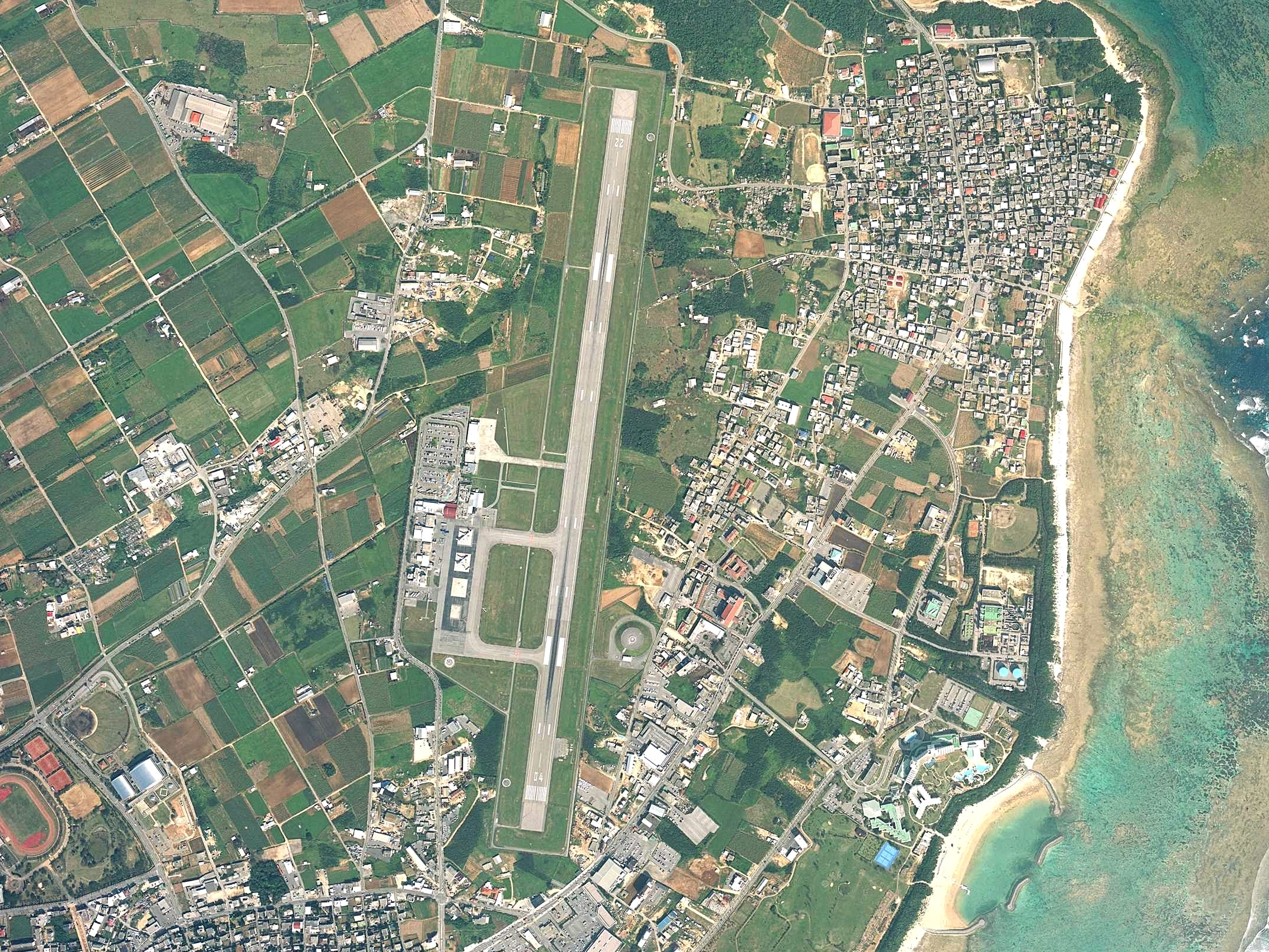
石垣空港付近の空中写真。（2006年）

石垣空港（いしがきくうこう、Ishigaki Airport）は、かつて沖縄県石垣市（石垣島）にあった地方管理空港（旧第3種空港）である。

## 概要
第二次世界大戦中に海軍飛行場として建設された。1956年6月に民間航空の運航が開始され、新石垣空港（現名称：石垣空港）が開設された2013年3月7日に供用が廃止された。海上保安庁第十一管区海上保安本部石垣航空基地が併設されていた。
旧石垣空港の滑走路はジェット機の離着陸にはぎりぎりの1500mであったため、離陸時にはエンジンの出力をフルパワーにしてからブレーキを開放して滑走を始め、一気に加速しており、航空ファン間では「ロケットスタート」として名物になっていた。

## 歴史
1943年6月に大日本帝国海軍により海軍飛行場として建設され、1956年6月に民間航空による運航が開始された。1972年の沖縄返還に際し日本の航空法に基づき拡張整備が行われ、1975年5月から滑走路1,500ｍで供用開始。その後、利用客増大と大型機対応のために滑走路を設備し、1979年5月に暫定ジェット空港として供用を開始した。1982年にはボーイング737の南西航空石垣空港オーバーラン事故が発生。新石垣空港開設に伴い、2013年3月7日に供用を廃止した。

### 年表
- 1943年 - 旧日本海軍が海軍石垣島南飛行場（平得飛行場）設置のため、用地の接収を開始[1][3][4]。
- 1944年 - 十・十空襲以降、激しい空爆で壊滅的な被害を受け、ほとんど利用されなかった。
- 1956年6月16日 - 米軍占領下八重山民政府のもとで民間航空による運航が開始される[1]。台湾の民航空運公司(CAT)の機材をチャーターし週2便の運航が行われた[3]。
- 1968年
  - 1月25日 - 設置許可（滑走路長1,500 m）[1]。
  - 6月 - YS-11型機が就航[1]。
- 1972年 - 日本復帰と同時に石垣市管理から沖縄県の管理に移行[3]。
- 1973年2月27日 - 第三種空港に指定[1]。
- 1975年5月10日 - 供用開始（滑走路長1,500 m）[1]。
- 1979年5月15日 - 暫定ジェット化空港（滑走路強度18.3t、滑走路長1,500 m）として供用を開始[1][5]。
- 1982年 - 南西航空石垣空港オーバーラン事故発生[6]。
- 2013年3月7日 - 新石垣空港の開港に伴い供用廃止[7]。2012年度の運航路線年間利用客数は、国内1,674,455人、海外12,046人であった[8]。

## 就航路線
いずれも運航最終日（供用廃止前日）時点のものである。

### 国内線
- 日本トランスオーシャン航空 (JTA) 
  - 東京国際空港（石垣発は沖縄/那覇経由）
  - 関西国際空港（石垣発は沖縄/那覇経由）
  - 那覇空港
  - 宮古空港
- 琉球エアーコミューター (RAC) 
  - 那覇空港
  - 宮古空港
  - 与那国空港
- 全日本空輸 (ANA) （ANAウイングスの機材・乗務員で運航する便あり）
  - 中部国際空港
  - 関西国際空港
  - 福岡空港（夏季のみ運航）
  - 那覇空港
  - 宮古空港

かつての就航路線
- 大阪国際空港・神戸空港・広島空港・多良間空港・波照間空港

かつて就航した会社
- エア・アメリカ（1964年-1967年） - 南西航空（現日本トランスオーシャン航空）が就航する以前。

### 国際線
- 台湾 :  マンダリン航空 (AE) 
  - 台湾桃園国際空港（定期チャーター便・夏季のみ運航）
- 台湾 :  トランスアジア航空 (GE) 
  - 花蓮空港（チャーター便・夏季のみ運航）※2013年3月をもって運休。なお、新石垣空港開港後の同年5月に台湾桃園国際空港線として再開[9]。

| 行先     | 旅客数    | 国内線順位 |
| -------- | --------- | ---------- |
| 那覇空港 | 約139万人 | 14位       |

## 施設

### 旅客ターミナル
旅客ターミナルビルは、1961年に供用を開始した到着ターミナル及びJTA出発ターミナルと、1990年に エアーニッポン（現 ANA）が設置し供用を開始したANA出発ターミナルからなる。出発はJTA・RAC等とANAとで分かれており、到着は共用であった。いずれもボーディングブリッジがないため、ターミナルと搭乗機間の移動はバスまたは徒歩であった。
- 到着ターミナル - 各社共通の手荷物受渡しロビー、到着ロビーがあった。
- JTA出発ターミナル -  1階建てで、JTAの出発カウンター、出発ロビー、出発待合室があったほか、複数の土産物店・売店が入居し、レストランもあった。また、屋上部分には屋外送迎デッキがあった。
- ANA出発ターミナル - 2階建てで、1階にANAの出発カウンター、出発ロビー、出発待合室があったほか、土産物店・売店各1店舗が入居。2階にはレストランが入居するほか、送迎デッキがあった。

- JTA出発ターミナル（2007年）
- JTA出発ターミナルと到着ターミナル（2012年）
- JTA出発ターミナル屋外送迎デッキ（2004年）
- ANA出発ターミナル（2012年）
- JTA出発ターミナル内部（2011年）
- ANA出発ターミナル内部（2011年）

### 滑走路・管制施設
- 着陸帯 -  1,620m×150m D級
- 滑走路 -  1,500m×45m LA-3 N42°09'07" E:真方位
- 誘導路 -  297m×23m
- エプロン -  22,038m2 小型ジェット機用 5バース、STOL機用 1バース
- 航空灯火 -  飛行場灯台、進入角指示灯、滑走路灯、滑走路末端識別灯
- 滑走路中心線、誘導路灯、風向灯、等
- 航行援助施設 -  VOR/DME[1]

- ANA機からタラップで降り、バスに乗り込む搭乗客（2007年）
- 滑走路（2012年）

## 交通
旅客便の運航最終日である2013年3月6日まで、東運輸が石垣バスターミナル発着便（西回り（ホテル日航八重山経由）、東回り（全日空ホテル&リゾート経由））を運行していた。

## 新空港建設
当空港は様々な問題を抱えており、新空港の建設が検討されてきた。1982年には南西航空（現 日本トランスオーシャン航空）のボーイング737-200が滑走路をオーバーランし、炎上する事故も起き、住宅密集地の空港への危機感が高まった。同年発表された新空港案は石垣島東部の白保集落沖合いのサンゴ礁を埋め立てるもので地元や自然保護団体から強い反対を受け、1989年に撤回された。その後建設予定地は二転三転し、2000年に島東部の海沿いの陸地が新空港予定地として選定された。

### 建設推進論
- 乗降客数が増加すると予想され、現在の空港での対応は困難となる恐れがある[13]。
- 滑走路が1,500 mと短く「暫定ジェット化」として運用されており、小型旅客機（廃港時点で就航していたジェット旅客機は、ボーイング737-400・500・700）ですら着陸する際には常に急制動が行われている状態であり、旅客機の離着陸に十分な長さとはいえない[14]。
- 離陸時も航空機の滑走距離と最大離陸重量の制約から、（特に本土路線において）搭乗客数、搭載貨物数に重量制限が課せられており、福岡を除く本土路線では離陸時重量制限により本土直行分の燃料が搭載できないため、那覇・宮古といった他の空港への給油のための経由を余儀なくされている[14]。
- 滑走路長との兼ね合いから上記の小型旅客機しか運航できず、航空貨物のコンテナ輸送が不可能なため八重山地域の産業振興・発展に支障をきたしている[14][13]。
- 石垣空港の北には国指定のフルスト原遺跡があり、南にも市街地が広がっているため、現空港の拡張は不可能である[14]。
- 現空港の南側には市街地・住宅地・学校などが存在しており、航空機騒音等により住民生活に強い不安を与えている[14][13]。空港南側に位置する八重山商工高校や平真小学校では航空機騒音により授業を一時中断するほどの被害があるため、新空港建設は石垣市街地に住む住民から強い要請がある。

### 建設反対論
- 乗降客数が増加する予想は過大。
- 環境が自慢の観光資源の島で、環境を破壊する大きな開発を伴う。
- 現空港の拡張は可能。

## 跡地利用

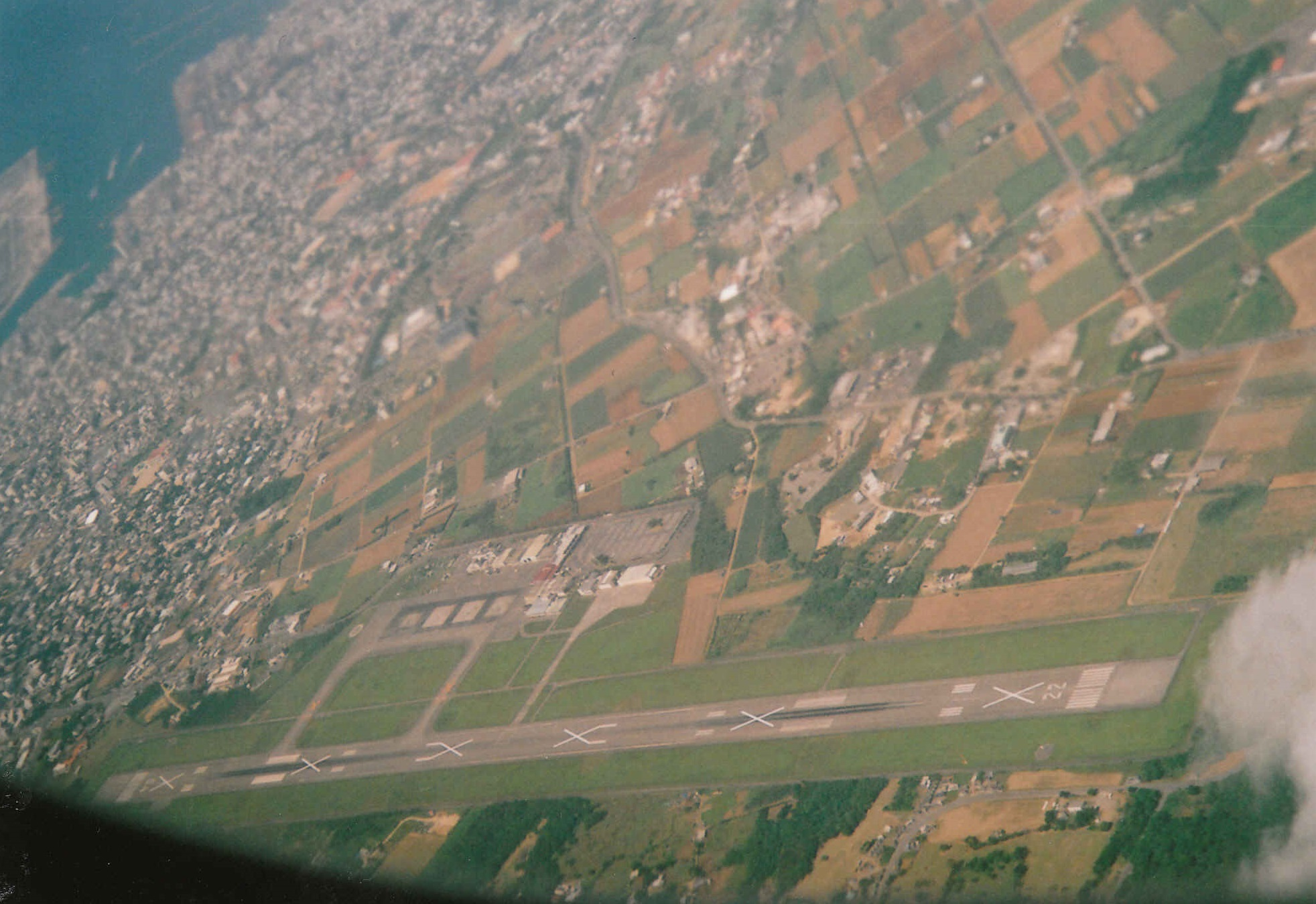
廃港となった石垣空港（2013年3月10日撮影）
滑走路に着陸禁止を示す×印がペイントされている。

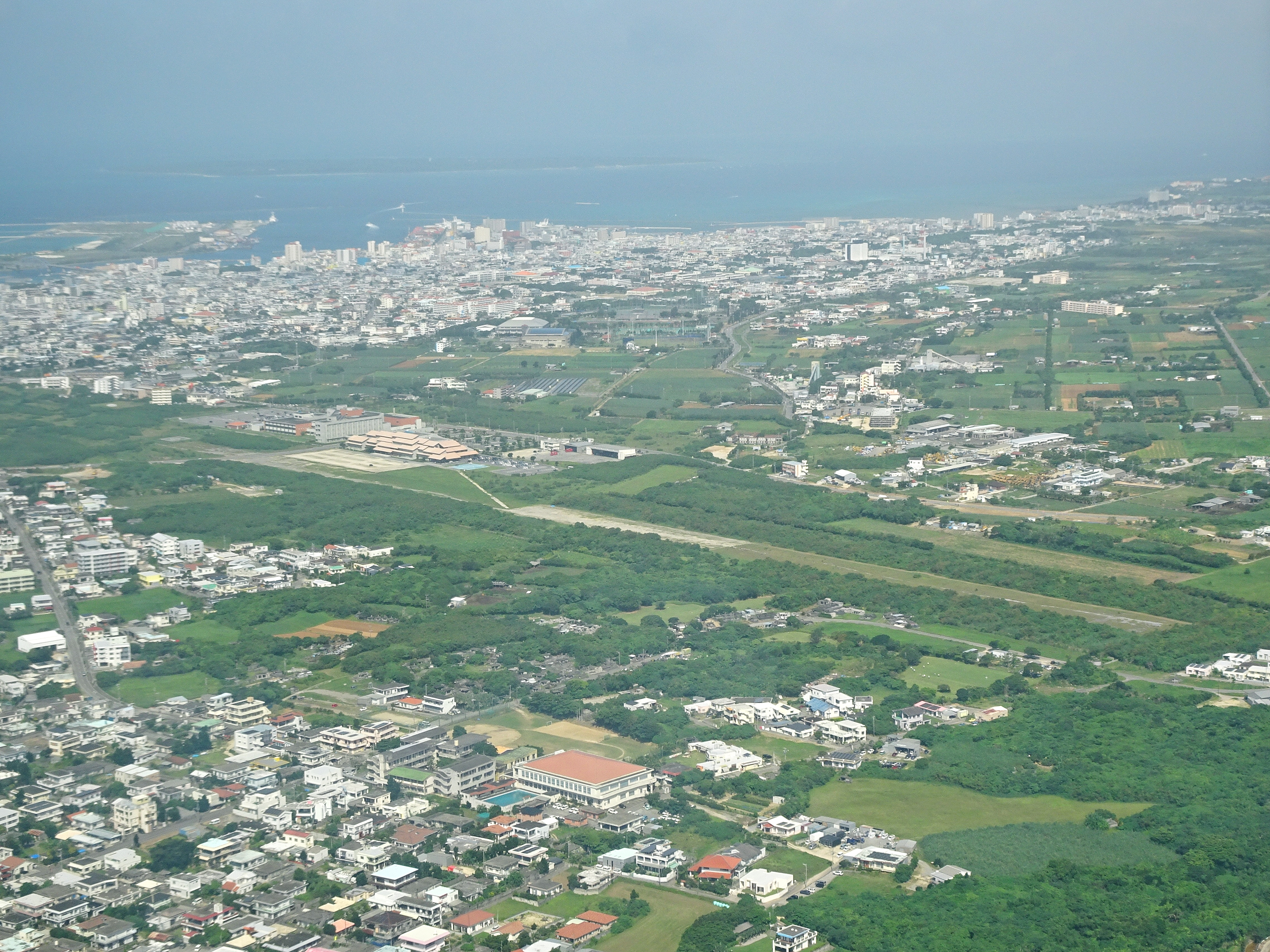
石垣空港の跡地を空撮（2024年）
上記写真の11年経った姿が確認できる

石垣市は、新石垣空港に機能が移転された後の当空港の跡地利用基本計画を、2012年3月までにまとめた。この計画では、跡地を以下の4つのゾーンに分けて施設の整備等を定めている。
- 歴史・文化ゾーン（北東側） - 博物館、石垣市伝統工芸館の移転、生涯学習センターの整備等。フルスト原遺跡公園と一体的に整備。
- 産業振興ゾーン（中央部） - 情報通信産業関連企業の誘致地区、物産流通拠点、交通ターミナル、インターネット販売施設。
- 市民サービスゾーン（南西側） - 県立八重山病院、石垣市消防本部の移転、老人福祉施設、公園の整備。
- 居住ゾーン（南側）[15]

石垣市庁舎
基本計画では、石垣市庁舎の移転は市街地の空洞化を招くとして除外されていたが、2016年2月7日に行われた住民投票では、現在地での建て替えが18％（2,655票）であったのに対して、高台にある空港跡地への移転が81%（11,895票）を占め、同月中に市庁舎を空港跡地に移転することが正式に決定された。設計は隈研吾建築都市設計事務所と地元の洲鎌設計室の共同企業体が担当。新庁舎は2021年11月12日に完成し、11月15日に業務が開始された。
石垣市消防本部
2014年6月25日に、石垣市中心部の美崎町から空港跡に移転した。庁舎は、かつての海上保安庁第十一管区海上保安本部石垣航空基地の格納庫を利用している。
沖縄県立八重山病院
2016年2月3日に着工し、2018年10月1日に開院した。新病院は鉄筋コンクリート構造地上5階建てで、敷地面積は約4万m2、延床面積は約2万3,200m2と、それぞれ旧施設の約1.6倍、1.4倍になった。
- 石垣市庁舎
- 石垣市消防本部
- 消防本部格納庫
かつての航空機用格納庫を転用
- 沖縄県立八重山病院